# HD 10307

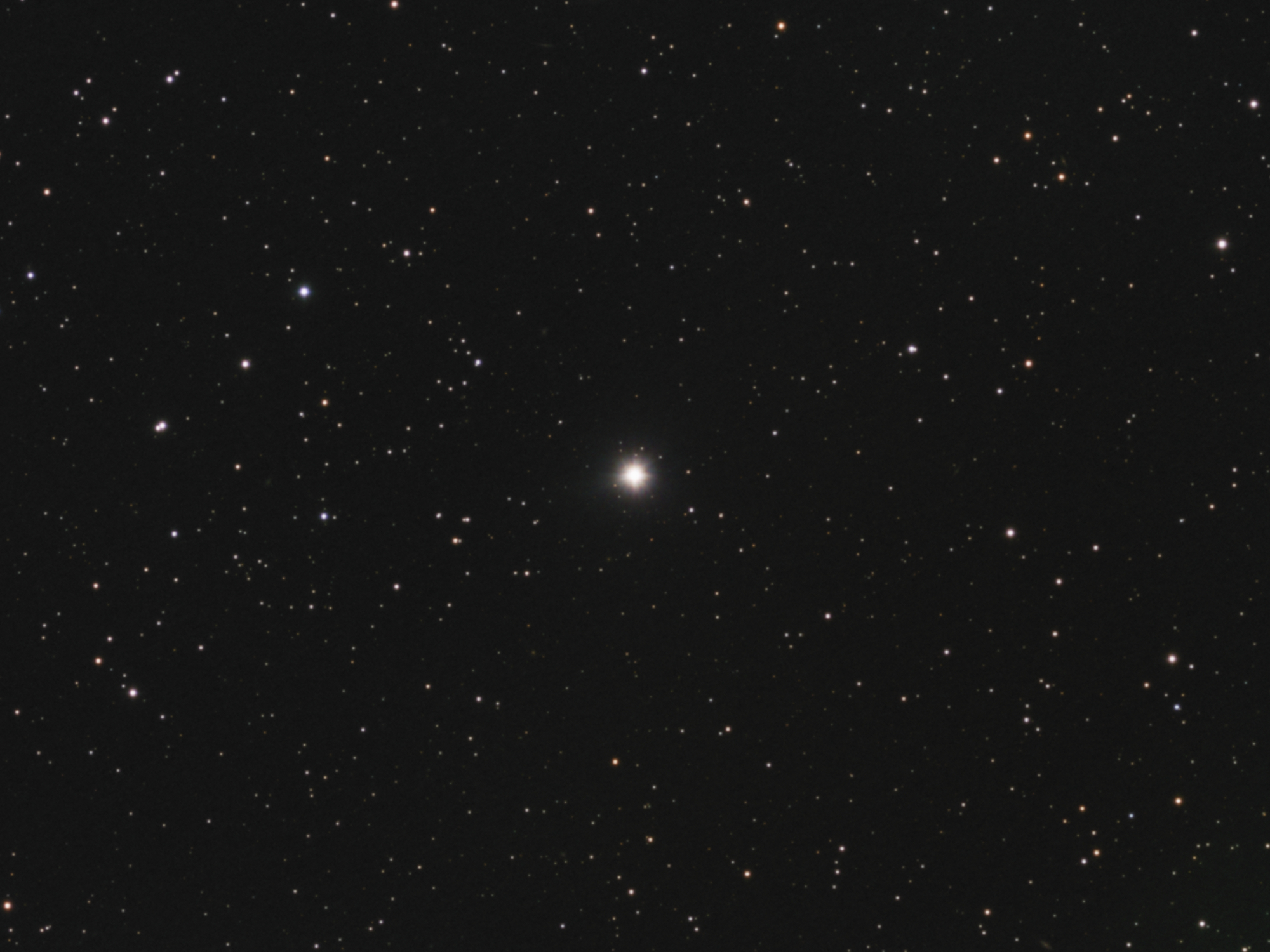

HD 10307(HR 483 A)은 안드로메다자리 방향으로 지구에서 41광년 거리에 있는, 질량, 표면 온도, 중원소 함량이 태양과 유사한 항성이다. 이 항성의 동반성 HR 483 B는 밝혀진 것이 별로 없는 적색 왜성이다.
HD 10307은 2003년 9월 미국 애리조나 주 투산 소재 애리조나 대학의 천문학자이자 생물학자인 마가렛 턴불이 발견했다. 그녀는 자신의 항성 목록 HabCat에 의거, 이 별을 외계 생명체가 있는 유력한 후보 중 하나로 점 찍었다.

## 항성계
HR 483은 안드로메다자리 방향으로 지구에서 41.2광년 떨어진 곳에 있다. 이 항성계를 구성하는 주성과 반성은 큰 이심률(0.43)을 그리면서 가까울 때는 4.2천문단위, 멀어질 때는 10.5천문단위까지 물러나면서 서로의 질량 중심을 20년이 안 되는 기간 동안 1회 공전한다. 두 별의 질량값은 아직 정확도가 많이 모자라기 때문에 상기 궤도요소들은 근사값이다.
밝은 주성 HD 10307은 태양보다 약간 더 뜨겁고, 크고, 좀 더 밝은 황색 왜성이다. 작은 반성 HR 483 B는 적색 왜성으로 질량은 태양의 30퍼센트 수준이다.

## 행성 및 생명체 거주가능성
반성과 주성 사이 거리가 가깝기 때문에 상대의 중력은 생명체 거주가능 영역(생물권) 내에 형성되는 가상 행성의 궤도를 망가뜨릴 수 있다. 그러나 이 항성계의 궤도요소 값이 불확실하기 때문에, 생물권이 어디에서 형성되는지도 확실하게 알려져 있지 않다.

## HD 10307로 보낸 METI 신호
HD 10307로 METI신호를 2003년 7월 6일 유라시아 최대 크기의 유파토리아 70미터 행성 레이다를 이용하여 보냈다. 이 신호는 우주의 소리 2로 명명되었으며, 해당 항성에 2044년 9월 도착할 것이다.

## 참고 문헌
1. ↑  “Передача и поиски разумных сигналов во Вселенной” (PDF). 2019년 5월 30일에 원본 문서에서 보존된 문서. 2008년 7월 24일에 확인함.

- http://www.alcyone.de/cgi-bin/search.pl?object=HR483%5B깨진+링크(과거+내용+찾기)%5D
- High proper-motion Star
- GJ 67B
- Image HD 10307